# Franz Sedlacek

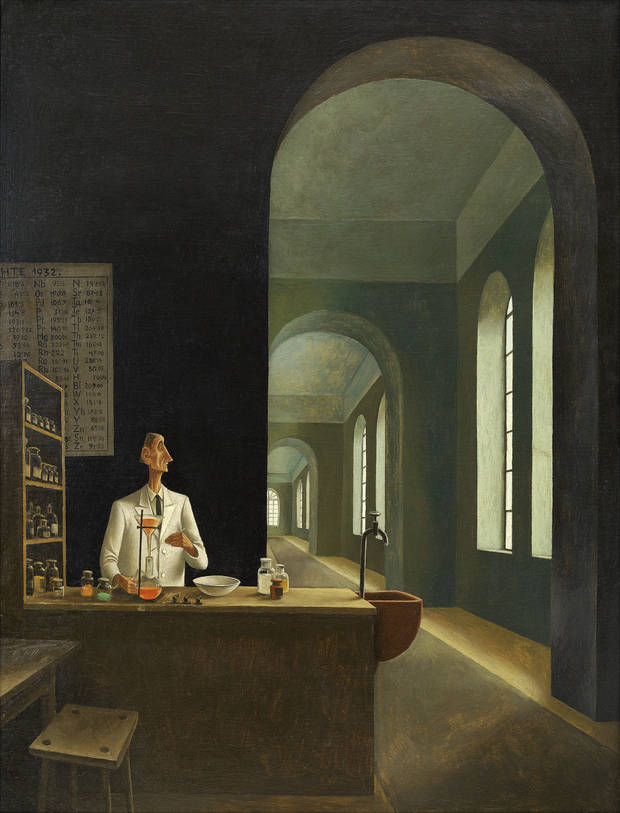
Der Chemiker (Chemik) (1932) – autoportret

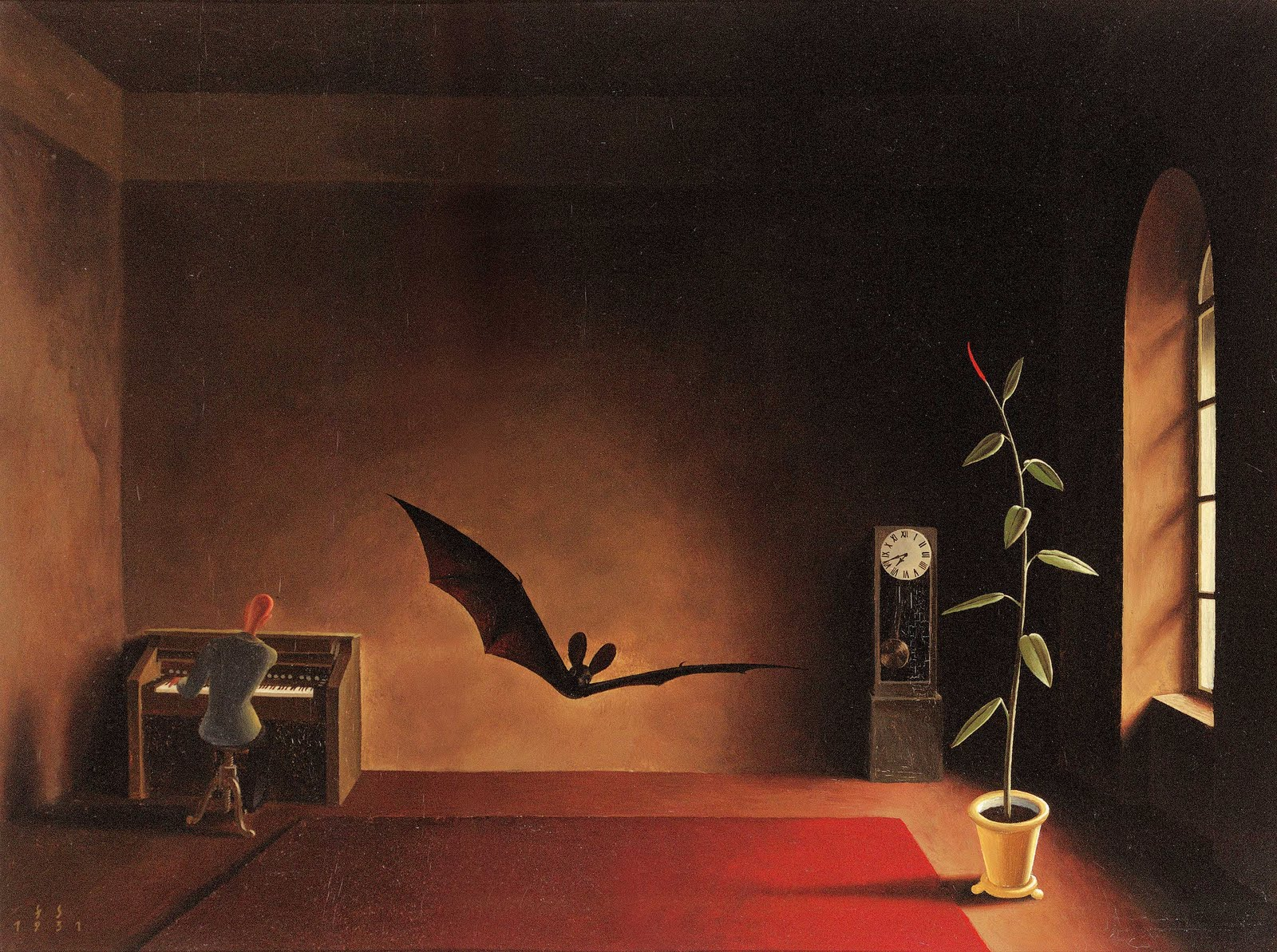
Lied in der Dämmerung (Piosenka o zmierzchu) (1931)

Franz August Sedlacek (ur. 21 stycznia 1891 we Wrocławiu (wówczas Breslau), zaginiony 1 lutego 1945 pod Toruniem) – austriacki malarz i chemik, przedstawiciel neoromantyzmu i Nowej Rzeczowości.

Amerykańskie czasopismo „Life” określiło w 1937 Sedlacka mianem najbardziej szalonego malarza na świecie (the world’s craziest painter).

## Życiorys
Franz Sedlacek był synem Juliusa Sedlacka, przemysłowca, założyciela fabryki maszyn chłodniczych we Wrocławiu. W 1897 rodzina wróciła do Linzu.
Ukończył szkołę realną w Linzu (matura) w 1909. Już jako 15-latek tworzył antysemickie rysunki.
W 1910 przeprowadził się do Wiednia, by studiować na Wyższej Szkole Technicznej (obecnie Uniwersytet Techniczny w Wiedniu) architekturę.
Rok później przeniósł się na wydział inżynierii chemicznej. Pierwszą pracę wystawił w 1913 roku. Podczas I wojny światowej służył w wojsku i musiał zawiesić studia. Tytuł inżyniera uzyskał w 1919. Po ukończeniu studiów pracował krótko w stacji doświadczalnej i akademii browarniczej politechniki, a w 1921 został kustoszem i pracownikiem naukowym wiedeńskiego Muzeum Techniki (Technisches Museum). Rok później obronił dysertację i został doktorem nauk technicznych. W 1926 został awansowany na asystenta naukowego (Wissenschaftlicher Assistent). Kandydatura na docenta Akademii Sztuk Pięknych w Wiedniu, w zakresie chemii malarskiej, została odrzucona.
Mieszkał w Wiedniu (trzecia dzielnica) przy Erdbergstraße 41.
Był aktywnym działaczem Frontu Ojczyźnianego i NSDAP (zgłosił się w 1938, przyjęty w 1941). Unikał jednak wypowiedzi politycznych.
W 1939 został wcielony do Wehrmachtu jako porucznik rezerwy. W 1941 uzyskał awans na kapitana.
W 1942 został wicedyrektorem Technisches Museum für Industrie und Gewerbe.
Zaginął 1 lutego podczas obrony twierdzy Toruń. Formalnie uznano go za zmarłego dopiero w 1972. Był jednak jakoby widziany w 1946 obozie jenieckim pod Ostendą.

## Twórczość
Sedlacek namalował przynajmniej 133 obrazy, przy czym w przypadku 85 wiadomo, gdzie się znajdują. Charakterystycznymi utworami są groteski i neoromantyczne krajobrazy. Na twórczość poza obrazami składają się grafiki-karykatury i akwarele. Malował w stosowanej przez dawnych mistrzów technice laserunku, którą podpatrzył w pracach malarzy niderlandzkich w wiedeńskim Kunsthistorisches Museum.
Był jednym z członków założycieli (wraz z Franzem Broschem, Klemensem Broschem, Antonem Lutzem, Hansem Pollackiem i Heinzem Bitzanem) powstałego w Linzu zrzeszenia artystów MAERZ.
Malarstwo było zajęciem pobocznym Sedlacka i nie chwalił się nim w swoim miejscu pracy, choć to dzięki niemu zdobył rozgłos. Prace były od 1920 lub 1921 regularnie prezentowane na wystawach Secesji Wiedeńskiej. Do grona członków Secesji został przyjęty później, w 1927. W 1930 jego prace wystawiało nowojorskie Museum of Modern Art (MoMA). W 1938 prezentowany na International Exhibition of Paintings w Pittsburghu.
Nie został zaliczony do sztuki zdegenerowanej (Entartete Kunst) i był regularnie wystawiany również w czasach nazistowskich. W pracach nie odwoływał się jednak do ideologii.
Retrospektywy twórczości są wystawiane znów od lat 90. XX wieku.

### Wybór dzieł
- Der Besessene, WV 8, olej na kartonie, 71 × 86 cm, Muzeum Sztuki Lentos w Linzu (1921)
- Bibliothek, WV 25, olej na sklejce, 60,5 × 75,5 cm, Oberösterreichisches Landesmuseum (Landesgalerie Linz) (1926)
- Übungswiese, WV 28, olej na sklejce, 26,5 × 23,3 cm, Muzeum Sztuki Lentos w Linzu (1926)
- Die Heiligen Drei Könige, WV 33, olej na sklejce, 75,5 × 60 cm, Nordico Stadtmuseum Linz (1926)
- Flucht nach Ägypten, WV 34, olej na desce, 80 × 65 cm, Muzeum Leopoldów (1927)
- Nächtliche Heimkehr, WV 37, olej na sklejce, 60 × 75 cm, Oberösterreichisches Landesmuseum, Landesgalerie Linz (1927)
- Gespenst über den Bäumen, WV 44, olej na desce, 45 × 49,8 cm, Sammlung Leopold II (1928)
- Landschaft mit St. Sebastian, WV 62, olej na sklejce, 57,5 × 69,5 cm, Lentos Kunstmuseum Linz (1930)
- Landschaft mit Regenbogen, WV 63, olej na sklejce, 45 × 41,5 cm, Uniwersytet Sztuki Stosowanej w Wiedniu (1930)
- Winterlandschaft, WV 66, olej na desce, 64 × 81,5 cm, Wien Museum (1931)
- Der Chemiker, WV 79, olej na sklejce, 82,5 × 63 cm, Wien Museum (1932)
- Rast auf der Flucht nach Ägypten, WV 96, olej na sklejce, 62 × 55 cm, Oberösterreichisches Landesmuseum, Landesgalerie Linz (1934)
- Romantische Landschaft mit Felsentor und Räubern, WV 94, olej na sklejce, 48 × 60 cm, Nordico Stadtmuseum Linz (1934)
- Osttiroler Landschaft, WV 98, olej na sklejce, 47 × 62,5 cm, Oberösterreichisches Landesmuseum, Landesgalerie Linz (1934)
- Stadt im Gebirge, WV 101, olej na sklejce, 49,7 × 71,6 cm, Nordico Stadtmuseum Linz (1935)
- Blumenstück mit Eidechse, WV 105, olej na sklejce, 54 × 42,3 cm, Universität für angewandte Kunst Wien (ok. 1935)
- Gewitterlandschaft, WV 111, olej na sklejce, 50 × 39,8 cm, Nordico Stadtmuseum Linz (1936)

W 2007 obraz Beim Moulagenmacher z 1932 został sprzedany za 300 000 euro.